# 英一笑
英 一笑（はなぶさ いっしょう、文化元年（1804年） - 安政5年8月12日（1858年9月18日））は江戸時代の英派の絵師。

## 来歴
高嵩渓及び英一珪の門人。高嵩谷の孫で嵩渓の次男である。高氏を称したが、後に英氏を称している。始め嵩深、後に英一笑と号す。さらに一珪の養子となっており、一珪にも師事したといわれる。文化から安政にかけて作画しており、英家の5代目を継いでいる。享年55。墓所は承教寺塔中顕乗院。法名は英仙院一笑日継信士。